# ریوسوسیو (چوکو)
ریوسوسیو (انگلیسی: Riosucio, Chocó) نام شهری در کشور کلمبیا است.